# Dante Troisi
Pour les articles homonymes, voir Troisi.
Dante Troisi, né le 21 avril 1920 à Tufo et mort le 2 janvier 1989 à Rome, est un magistrat et un écrivain italien.
Il est connu en particulier pour son Journal d'un juge (Diario di un giudice, 1955).